# بورسانغرفيوردن
'بورسانغرفيوردن هو مضيق بحري في مقاطعة ترومس أوغ فينمارك النرويجية.

## نبذة
يعد المضيق البحري الذي يبلغ طوله 123 كيلومتر (76 ميل) رابع أطول مضيق بحري في النرويج. يقع في بلديات نوركاب وبورشانغر ويصب في بحر بارنتس.